# Otha Jones
Otha Jones (* 6. Februar 2000 in Toledo, Ohio, USA) ist ein US-amerikanischer Boxer im Leichtgewicht. Im Januar 2019 unterschrieb er einen Vertrag bei Matchroom Boxing USA, der Boxpromotionfirma von Eddie Hearn.
Er wird von seinem Vater und seinem Bruder trainiert.
Jones begann bereits im Alter von acht Jahren mit dem Boxen. Er gilt als erfolgreicher Amateur, konnte zahlreiche bedeutende nationale sowie internationale Turniere gewinnen. Von 300 Kämpfen entschied er 280 für sich. Jones wurde unter anderem zwei Mal US-amerikanischer Meister. Bei den Olympischen Jugend-Sommerspielen 2018 in Buenos Aires belegte er in seiner Gewichtsklasse den fünften Rang bei sechs Startern.

## Profikarriere
Sein Profidebüt gab Jones am 9. März 2019 mit einem einstimmigen Punktsieg über sechs Runden gegen Giorgi Gelashvili im Turning Stone Resort Casino in Verona, New York. Es wurde in den USA von DAZN und in Großbritannien von Sky Sports live übertragen.